# Movimento para a Atualização do Estado Soberano de Biafra
Movimento para a Actualização do Estado Soberano de Biafra (em inglês:  Movement for the Actualization of the Sovereign State of Biafra, MASSOB) é um movimento separatista na Nigéria, associado ao nacionalismo ibo, com o objectivo de assegurar o ressurgimento do Estado extinto do Biafra.[carece de fontes?]
Foi fundado em 1999  e é liderado por Ralph Uwazuruike.
Os líderes do MASSOB afirmam tratar-se de um grupo pacífico e anunciam um plano de 25 etapas para alcançar seu objetivo pacificamente. Existem dois braços para o governo, o governo no exílio de Biafra e o governo sombra de Biafra.
O governo nigeriano acusa o movimento de violência; o líder do grupo, Ralph Uwazuruike, foi preso em 2005 e detido por acusações de traição; ele seria libertado em 2007. O MASSOB também defendeu a libertação do militante do petróleo Mujahid Dokubo-Asari, que enfrentou acusações similares na época.